# ۸۱۹ (خورشیدی)
۸۱۹ هشتصد و نوزدهمین سال هجری خورشیدی است.